# Rutheniumpentacarbonyl
Rutheniumpentacarbonyl, Ru(CO)5 ist ein Metallkomplex des Rutheniums aus der Carbonylgruppe.

## Gewinnung
Das Metallcarbonyl konnte durch die Reaktion von Trirutheniumdodecacarbonyl und Kohlenstoffmonoxid bei einem Druck von 200-fachem Luftdruck und 160 °C hergestellt werden.

## Eigenschaften
Rutheniumpentacarbonyl ist sehr empfindlich für Licht und Hitze.